# Kanton Cloyes-sur-le-Loir
Der Kanton Cloyes-sur-le-Loir war bis 2015 ein französischer Wahlkreis im Arrondissement Châteaudun, im Département Eure-et-Loir und in der Region Centre-Val de Loire; sein Hauptort war Cloyes-sur-le-Loir.
Der 15 Gemeinden umfassende Kanton war 264,49 km² groß und hatte 9693 Einwohner (Stand 2012).

## Gemeinden
| Gemeinde                | Einwohner | Code postal | Code Insee |
| ----------------------- | --------- | ----------- | ---------- |
| Arrou                   | 1.770     | 28290       | 28012      |
| Autheuil                | 217       | 28220       | 28017      |
| Boisgasson              | 114       | 28220       | 28044      |
| Charray                 | 122       | 28220       | 28083      |
| Châtillon-en-Dunois     | 716       | 28290       | 28093      |
| Cloyes-sur-le-Loir      | 2.636     | 28220       | 28103      |
| Courtalain              | 558       | 28290       | 28115      |
| Douy                    | 447       | 28220       | 28133      |
| La Ferté-Villeneuil     | 410       | 28220       | 28150      |
| Langey                  | 315       | 28220       | 28204      |
| Le Mée                  | 209       | 28220       | 28241      |
| Montigny-le-Gannelon    | 426       | 28220       | 28262      |
| Romilly-sur-Aigre       | 465       | 28220       | 28318      |
| Saint-Hilaire-sur-Yerre | 560       | 28220       | 28340      |
| Saint-Pellerin          | 319       | 28290       | 28356      |

## Bevölkerungsentwicklung
| 1962 | 1968 | 1975 | 1982 | 1990 | 1999 |
| ---- | ---- | ---- | ---- | ---- | ---- |
| 8546 | 9373 | 8985 | 9176 | 9187 | 9284 |